# کلارنس گودسون
کلارنس گودسون (انگلیسی: Clarence Goodson؛ زادهٔ ۱۷ مهٔ ۱۹۸۲) یک بازیکن فوتبال اهل ایالات متحده آمریکا است.
وی همچنین در تیم ملی فوتبال ایالات متحده آمریکا بازی کرده‌است.